# Rudolfo García Arias
Rudolfo García Arias (* 8. August 1890 in Buenos Aires; † unbekannt) war ein argentinischer Diplomat.

## Leben
Rudolfo Garcia Arias war der Sohn von Carmen Arias und Belisario García. Er studierte an der Anwaltschule der Universidad Nacional de Buenos Aires Rechtswissenschaft und übte den Beruf des Rechtsanwaltes aus. Er war auf Arbeitsrecht spezialisiert. Von 1914 bis 1934 war er in verschiedenen Anwaltssocietäten tätig und Mitinhaber von Rueda, García Arias y Escalante in Buenos Aires mit einer Niederlassung in New York City. 1921 hielt er eine Professur an der Columbia University.
1928 war er Delegierter beim 6. Panamerikanischen Kongress in Havanna. 1936 leitete er die argentinische Delegation zum anglo-argentinischen Vertrag. 1941 wurde er an der Botschaft in Washington, D. C. beschäftigt. Am 28. März 1945 erklärte er in Washington, D.C., dass seine Regierung dem Deutschen Reich und Japan den Krieg erklärt hat.
Vom 9. April bis 4. Mai 1945 war er Geschäftsträger in Washington. Von 1945 bis 1946 war er Botschafter in Caracas.
1950 war er Botschafter in Quito, Ecuador. Von 1952 bis 1958 war er Staatssekretär im argentinischen Außenministerium. 1958 war er Botschafter in Tokio, Japan.
Von 1958 bis 12. Juni 1960 war er Botschafter in Tel Aviv.